# 郭鳳翺
郭鳳翱（？—？年），河南開封府祥符縣人，民籍。明朝政治人物。

## 生平
正德二年（1507年）丁卯科河南乡试舉人，九年（1514年）甲戌科三甲198名進士，正德十六年任徽州府同知。
嘉靖三年（1524年）九月升陕西按察司佥事，嘉靖六年十一月以陕西三边总督王憲举荐，接替桑溥任固原兵备副使。

## 家族
郭凤仪（郭凤翱之弟，嘉靖五年进士）、郭中（郭凤翱之子，嘉靖二十六年进士）。